# فرانسیسکو مورالس برمودز
فرانسیسکو مورالس برمودز (انگلیسی: Francisco Morales Bermúdez؛ زادهٔ ۴ اکتبر ۱۹۲۱ – درگذشتهٔ ۱۴ ژوئیه ۲۰۲۲) یک سیاست‌مدار اهل پرو بود. وی از اوت ۱۹۷۵ تا ژوئیه ۱۹۸۰ رئیس‌جمهور این کشور بود. فرانسیسکو مورالس برمودز در ۱۴ ژوئیه ۲۰۲۲، در سن ۱۰۰ سالگی در لیما درگذشت. او در زمان مرگ به مدت بیش از ۷ ماه، پیرترین رهبر پیشین جهان و پیرترین رئیس‌جمهور پیشین پرو بود.